# Parafia Matki Bożej Fatimskiej w Legionowie
Parafia Matki Bożej Fatimskiej w Legionowie – parafia rzymskokatolicka należąca do dekanatu legionowskiego, diecezji warszawsko-praskiej, metropolii warszawskiej Kościoła katolickiego.
Powstała 29 czerwca 1996 z podziału parafii św. Józefa Oblubieńca NMP w Legionowie oraz małej części parafii Przemienienia Pańskiego w Wieliszewie.

## Linki zewnętrzne

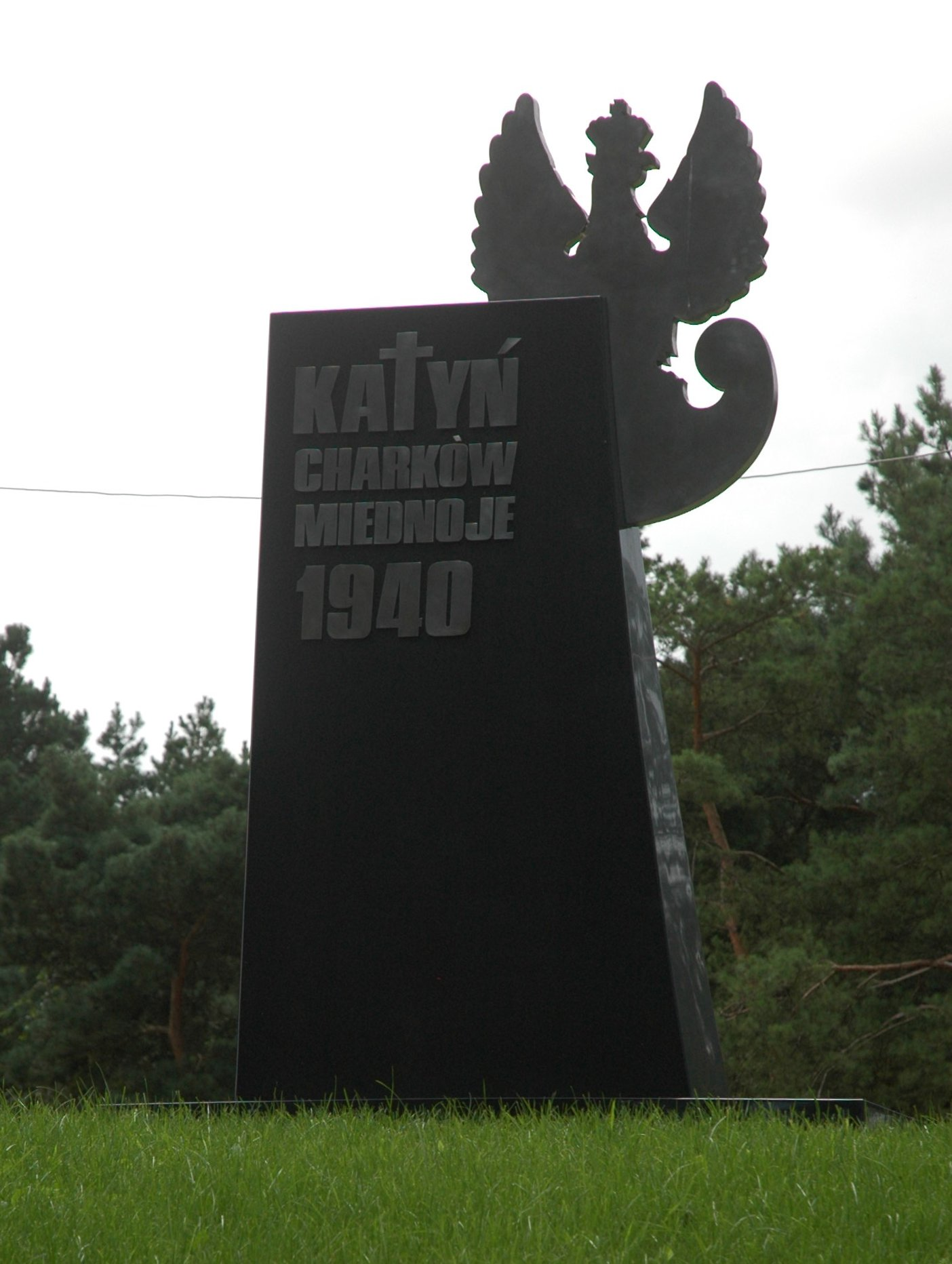
Pomnik Legionowskich ofiar Zbrodni Katyńskiej (1) przy kościele pw Matki Bożej Fatimskiej w Legionowie
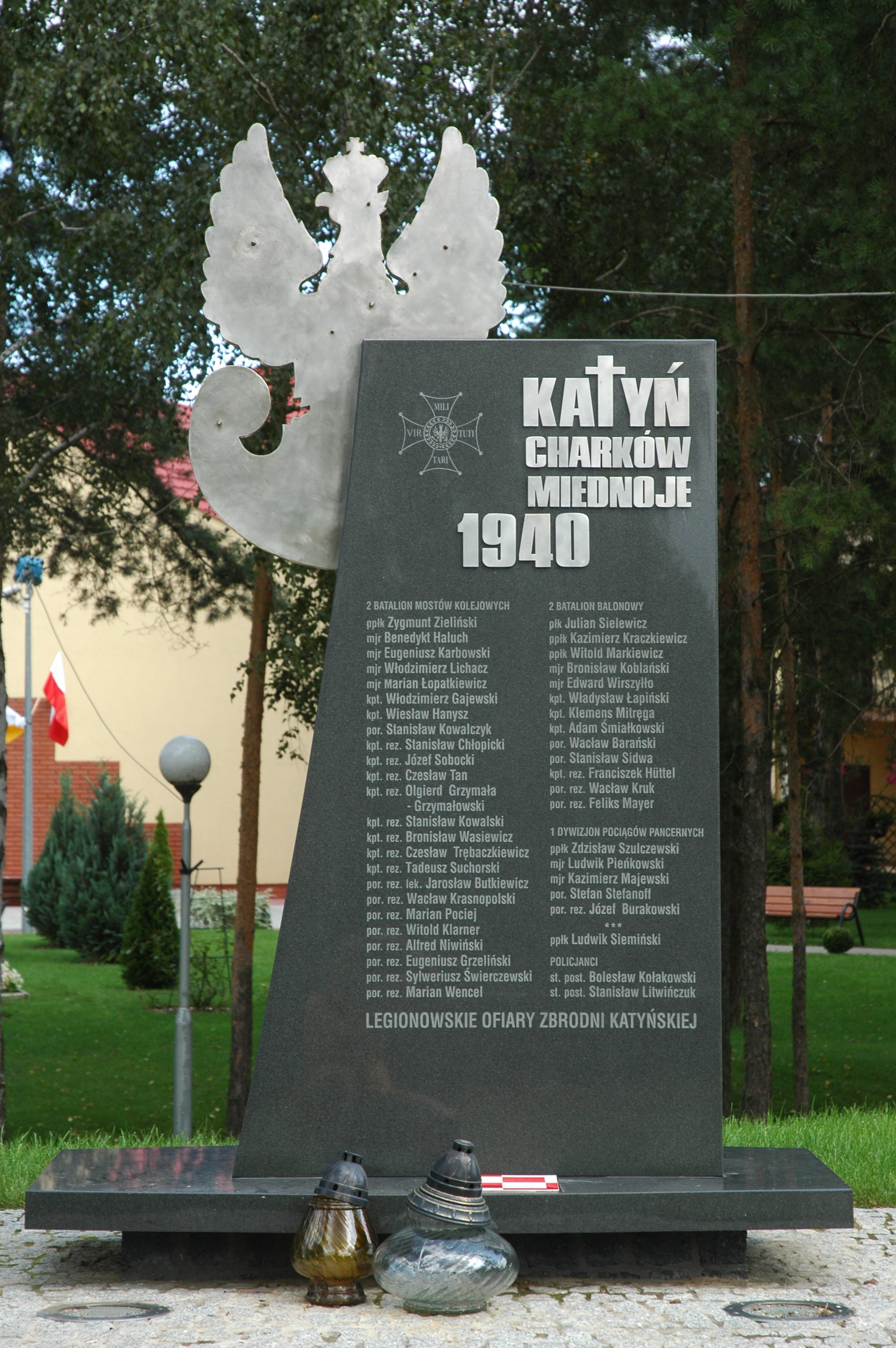
Pomnik Legionowskich ofiar Zbrodni Katyńskiej (2) przy kościele pw Matki Bożej Fatimskiej w Legionowie
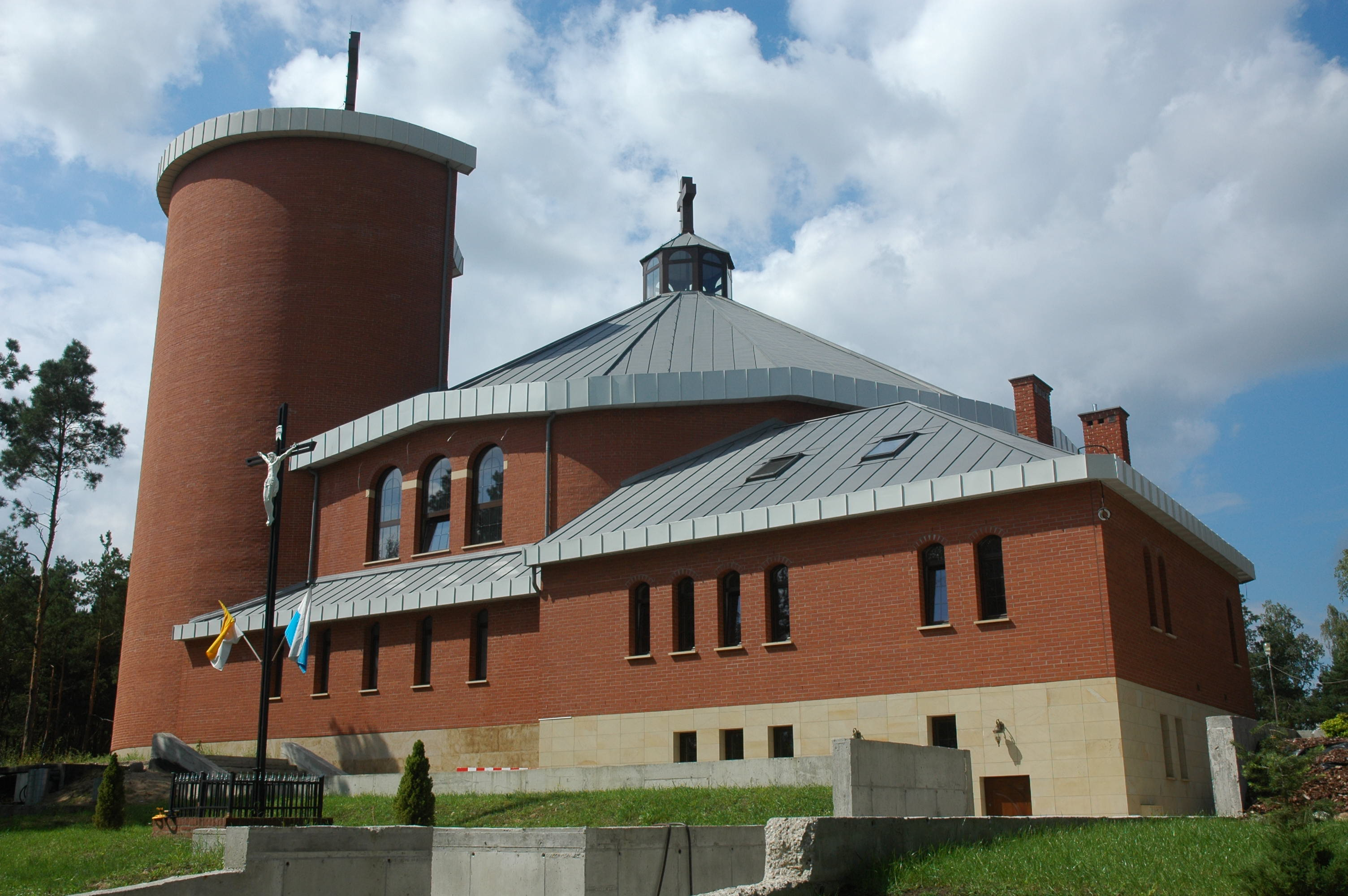
Nowy Kościół pw Matki Bożej Fatimskiej w Legionowie
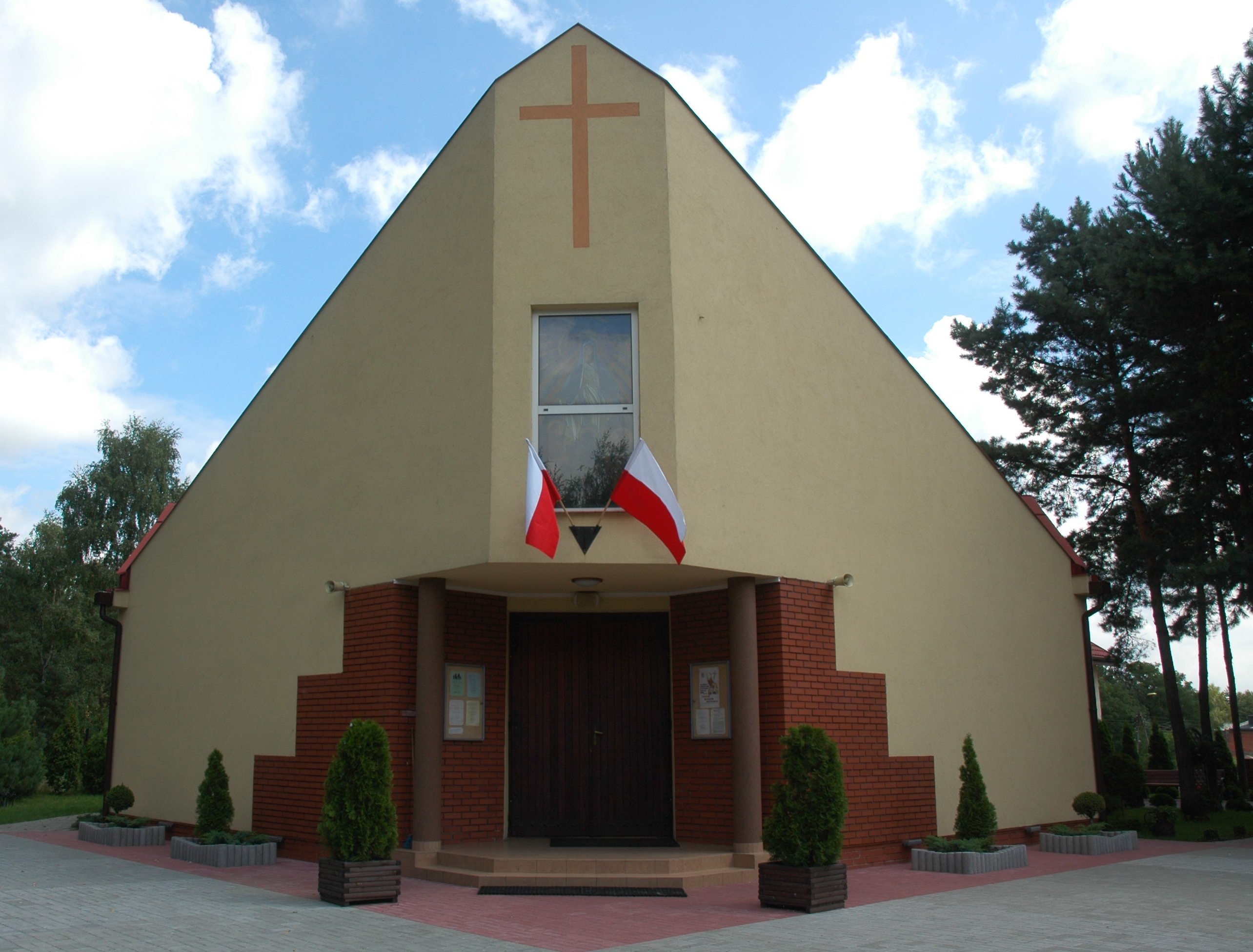
Kaplica pomocnicza (dawniej kościół) Matki Bożej Fatimskiej